# Альціон малазійський
Альціо́н малазійський (Actenoides concretus) — вид сиворакшоподібних птахів родини рибалочкових (Alcedinidae). Мешкає в Південно-Східній Азії.

## Опис

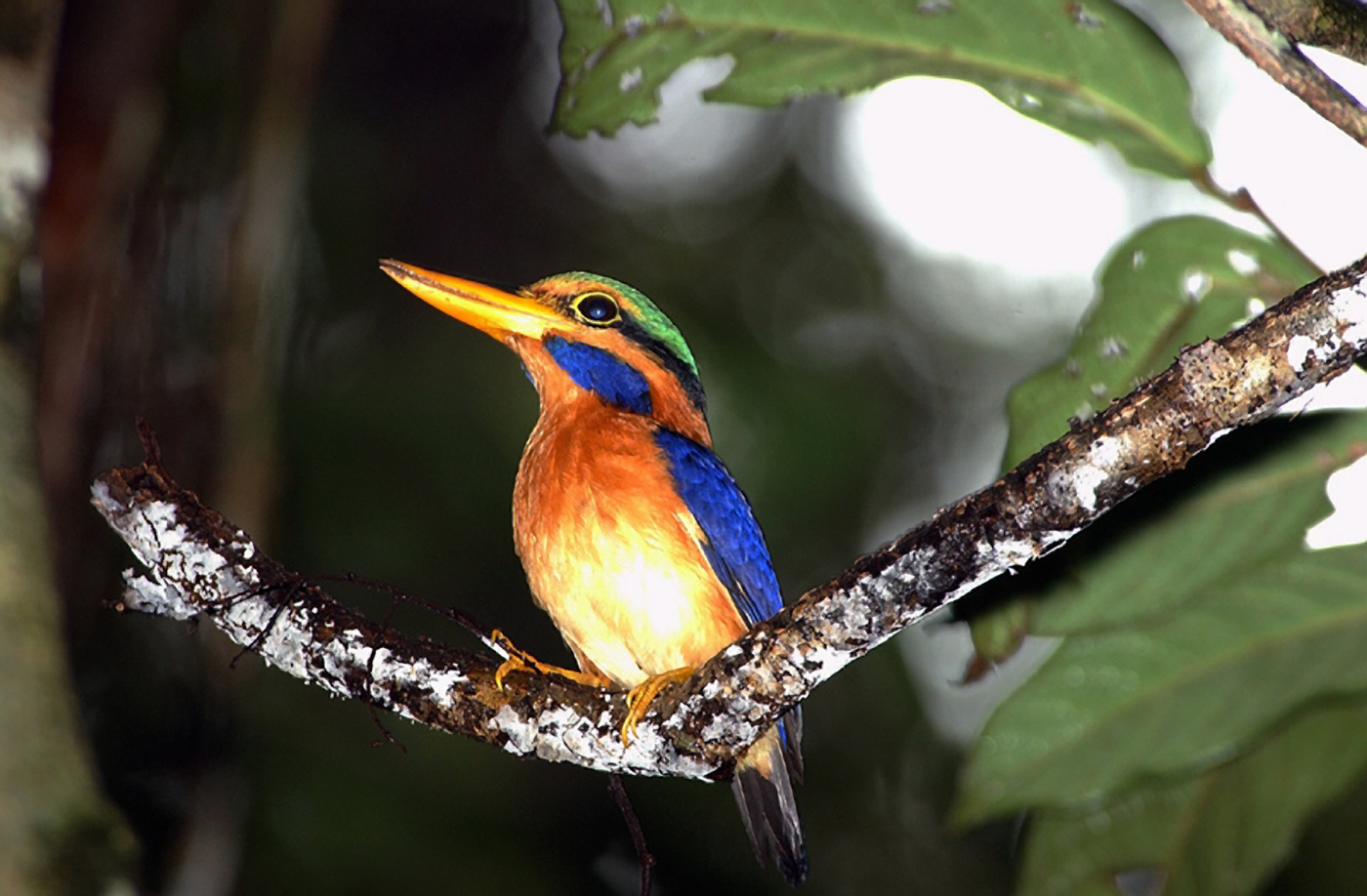
Малазійський альціон

Довжина птаха становить 24 см, вага 70-90 г. У самців верхня частина голови зелена, на обличчі чорна "маска", під дзьобом сині "вуса". "Комір" і нижня частина тіла у самців рудувато-коричневі, спина і хвіст сині. У самиць спина зелена, крила зелені, поцятковані світлими плямками.

## Підвиди
Виділяють три підвиди:
- A. c. peristephes (Deignan, 1946) — північ Малайського півострова;
- A. c. concretus (Temminck, 1825) — південь Малайського півострова, Суматра, Банка, Белітунг, Ментавайські острови;
- A. c. borneanus (Chasen & Kloss, 1930) — Калімантан.

## Поширення і екологія
Малазійські альціони мешкають в М'янмі, Таїланді, Малайзії, Індонезії і Брунеї. Вони живуть в середньому ярусі і підліску вологих рівнинних і гірських тропічних лісів. Зустрічаються поодинці або парами, на висоті до 1700 м над рівнем моря, переважно на висоті до 1000 м над рівнем моря. Живляться безхребетними, зокрема цикадами, жуками, богомолами, равликами, скорпіонами довжиною до 9 см, а також дрібними хребетними — дрібними рибами, сліпунами і ящірками. Гніздяться в норах в піщаних насипах, іноді в дуплах мертвих дерев. Тунель довжиною 60 см і діаметром 10 см завершується гніздовою камерою діаметром 20 см. У кладці 2 яйця, інкубаційний період триває 22 дні.